# Просвещённые удовольствия
Просвещённые удовольствия — картина испанского художника Сальвадора Дали, написанная в 1929 году.
Вскрывает навязчивые идеи и детские страхи Дали. Также использует образы, позаимствованные из своих же «Портрета Поля Элюара» (1929), «Загадки желания: Мою мать, мою мать, мою мать» (1929) и некоторых других.